# Seznam udinských biskupů a arcibiskupů
Toto je seznam udinských biskupů a arcibiskupů, obsahující představitele udinské arcidiecéze založené v roce 1751:

## Arcibiskupové (1752–1818)
- Daniel Dolfino (1752–1762)
- Bartolomeo Gradenigo (1762–1765)
- Giovanni Hieronymo Gradenigo (1765–1786)
- Niccolo Sagredo (1786–1792)
- Pietro Antonio Zorzi (1792–1803)
- Baldassare Rasponi (1807–1814)

## Biskupové (1818–1846)
- Gualferius Ridolfi (1818–1818)
- Emmanuele Lodi (1819–1845)

## Arcibiskupové (od roku 1846)
- Zaccaria Bricito (1846-1851)
- Giuseppe Luigi Trevisanato (1852–1862)
- Andrea Casasola (1863–1884)
- Giovanni Maria Berengo (1885–1896)
- Pietro Zamburlini (1896–1909)
- Antonio Anastasio Rossi (1910–1927)
- Giuseppe Nogara (1928–1955)
- Giuseppe Zaffonato (1956–1972)
- Alfredo Battisti (1972–2000)
- Pietro Brollo (2000–2009)
- Andrea Bruno Mazzocato (2009–2024)
- Riccardo Lamba (od 2024)